# فلاویا ماکسیمیانا تئودورا
فلاویا ماکسیمیانا تئودورا (به لاتین: Flavia Maximiana Theodora) یا به اختصار تئودورا (درگذشتهٔ پس از ۳۰۶) همسر امپراتور کنستانتیوس کلوروس و امپراتریس روم بود.

## زندگینامه
تئودورا بزرگترین دختر یا دخترخواندهٔ ماکسیمیان، امپراتور روم و همسرش ایوتروپیا بود. در رابطه با پدر و مادر واقعی تئودورا دو احتمال وجود دارد، یا او دختر ایوتروپیا پیش از ازدواجش با ماکسیمیان بود که در آن زمان سزاری دیوکلتیان در غرب را داشت یا دختر واقعی ماکسیمیان اما از همسر ناشناختهٔ دیگرش بود.
ماکسیمیان در ۱ مارس ۲۹۳، کنستانتیوس کلوروس را به عنوان سزار و جانشین خود در بخش باختری روم منصوب نمود و کنستانتیوس نیز در مقابل به منظور تقویت روابط سیاسی و دودمانی خود با ماکسیمیان، از همسر خود هلنا جدا شده و با تئودورا در همان سال ازدواج نمود. آن دو صاحب شش فرزند شدند: فلاویوس دالماتیوس، ژولیوس کنستانتیوس، هانیبالیانوس، کنستانتیا، آناستازیا و ایوتروپیا.
تئودورا و همسرش که اینک عنوان امپراتور را داشت در سال ۳۰۶ میلادی برای فرونشاندن شورشی در یورک امروزی به بریتانیا رفتند اما کنستانتیوس کلوروس در همانجا درگذشت و پس از مرگ او در ۳۰۶ دیگر نامی از تئودورا نیز در نوشته‌های تاریخی آورده نشده است.